# Ržanica
Ržanica (cyr. Ржаница) – wieś w Serbii, w okręgu rasińskim, w gminie Aleksandrovac. W 2011 roku liczyła 268 mieszkańców.